# ويليام فيريرا
ويليام فيريرا (بالإسبانية: William Ferreira)‏ (25 فبراير 1983 في الأوروغواي - ) هو لاعب كرة قدم أوروغواني في مركز الهجوم. شارك مع منتخب الأوروغواي تحت 20 سنة لكرة القدم. أما مع النوادي، فقد لعب مع ديفينسور سبورتينغ ورامبلا جونيورز وريال بلد الوليد ونادي إيميلك ونادي بوليفار ونادي جامعة غوادالاخارا ونادي ليفربول وناسيونال مونتيفيديو وإنديبندينتي ديل فال وسنترو أتلتيكو فينكس ‏.

## وصلات خارجية
- ويليام فيريرا على موقع إي إس بي إن إف سي (الإنجليزية)
- ويليام فيريرا على موقع قاعدة بيانات كرة القدم.إي يو (الإنجليزية)
- ويليام فيريرا على موقع Soccerway.com (الإنجليزية)
- ويليام فيريرا على موقع AS.com (الإسبانية)